# Berndorf AG

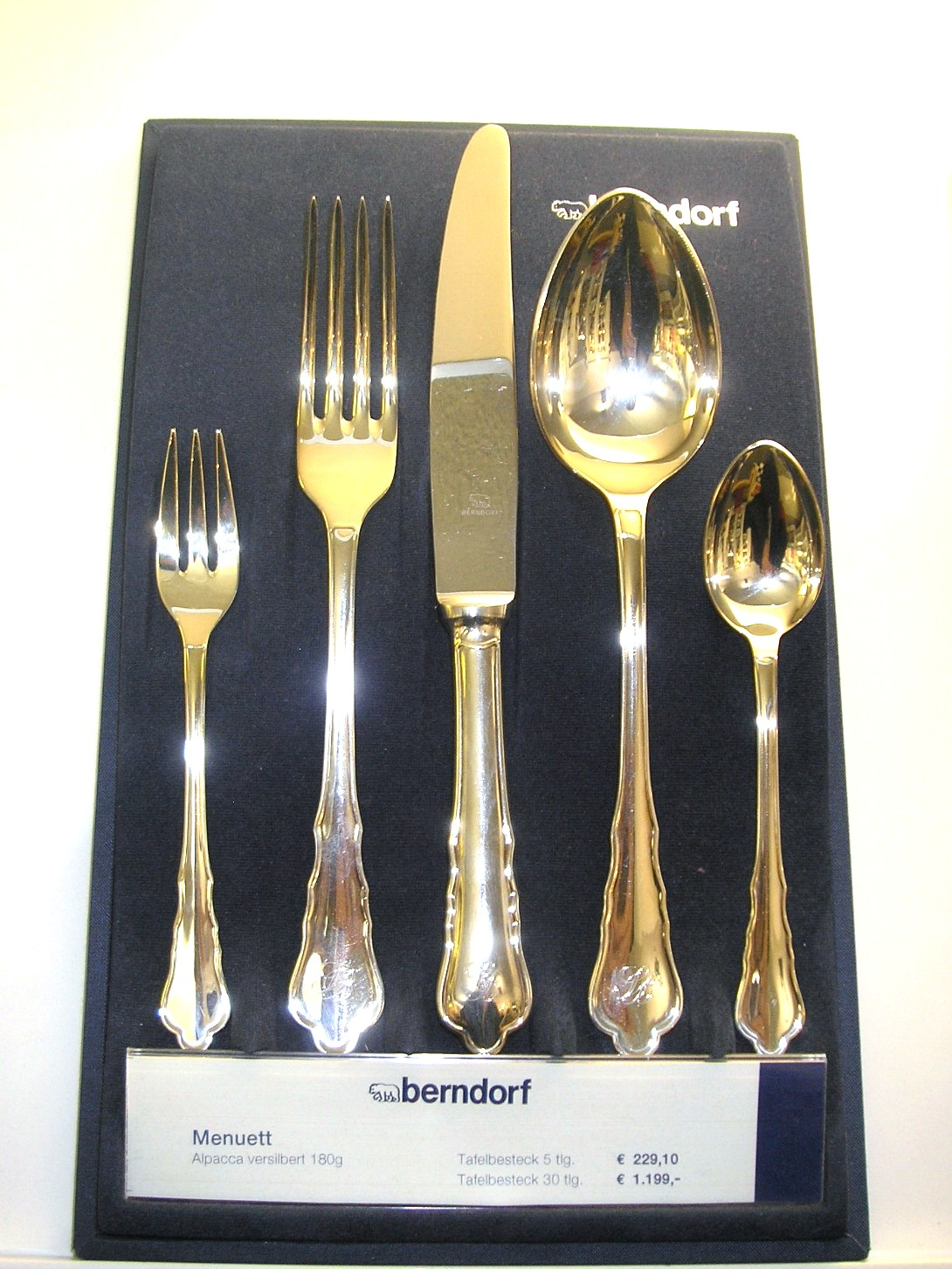
Berndorf Tafelbesteck

Die Berndorf AG ist ein österreichischer Konzern der metallverarbeitenden Industrie mit Sitz in Berndorf in Niederösterreich. Sie entstand aus Teilen der ehemaligen Berndorfer Metallwarenfabrik.
Zum Konzern gehören über 60 Unternehmen. Diese Tochter- und Beteiligungsgesellschaften der Berndorf Gruppe beschäftigen über 2500 Mitarbeiter in mehr als 20 Ländern weltweit. Geschäftsbereiche sind Werkzeugbau, Band- und Pressbleche, Wärmebehandlung, Bäderbau, Verfahrenstechnik und Joint Ventures.
Auszug aus Unternehmen am Standort Berndorf:
- Berndorf Band GmbH
- Berndorf Band Engineering GmbH
- Berndorf Metall- und Bäderbau
- Berndorf Sondermaschinenbau
- Berndorf Besteck-Tafelgeräte GmbH

an anderen Standorten:
- Aichelin in Mödling
- Hasco in Lüdenscheid
- Hueck in Viersen
- Silica Verfahrenstechnik in Berlin
- Venturetec in Kaufbeuren

Joint Ventures bestehen mit
- Humai Technologies
- Joh. Pengg
- Plasmo

Der Konzern erzielte 2018 einen Umsatz von 707 Mio. Euro.
2007 wurde das Unternehmen, das die Tradition der Berndorfer Metallwarenfabrik – die Besteckerzeugung – weiterführte, von einem Investorenkreis rund um die Eigentümer des Berndorf-Konzerns erworben.
2020 folgte Franz Viehböck Peter Pichler als Vorstandsvorsitzender der Berndorf AG nach. Mehrheitsaktionär Norbert Zimmermann übergab den Aufsichtsratsvorsitz an Tochter Sonja Zimmermann.